# Reprezentacja Bułgarii w piłce wodnej mężczyzn
Reprezentacja Bułgarii w piłce wodnej mężczyzn – zespół, biorący udział w imieniu Bułgarii w meczach i sportowych imprezach międzynarodowych w piłce wodnej, powoływany przez selekcjonera, w którym mogą występować wyłącznie zawodnicy posiadający obywatelstwo bułgarskie. Za jej funkcjonowanie odpowiedzialny jest Bułgarski Związek Pływacki (BFPS), który jest członkiem Międzynarodowej Federacji Pływackiej.

## Historia
W 1958 reprezentacja Bułgarii rozegrała swój pierwszy oficjalny mecz na Mistrzostwach Europy.

## Udział w turniejach międzynarodowych

### Igrzyska olimpijskie
Reprezentacja Bułgarii 2-krotnie występowała na Igrzyskach Olimpijskich. Najwyższe osiągnięcie 11. miejsce w 1972 roku.

### Mistrzostwa świata
Dotychczas reprezentacji Bułgarii 3 razy udało się awansować do finałów MŚ. Najwyższe osiągnięcie 8. miejsce w 1978 roku.

### Puchar świata
Bułgaria 2 razy uczestniczyła w finałach Pucharu świata. W 1979 i 1981 zajęła 8. miejsce.

### Mistrzostwa Europy
Bułgarskiej drużynie 6 razy udało się zakwalifikować do finałów ME. W 1987 osiągnęła najwyższe 8. miejsce.